# San Antonio (Zambales)
San Antonio é um município de  segunda classe de renda municipal (d) na província Zambales, nas Filipinas. De acordo com o censo de 1 de maio  de  2020 possui uma população de 37 450 pessoas e 9 855 domicílios.